# 尼达洛斯主教座堂

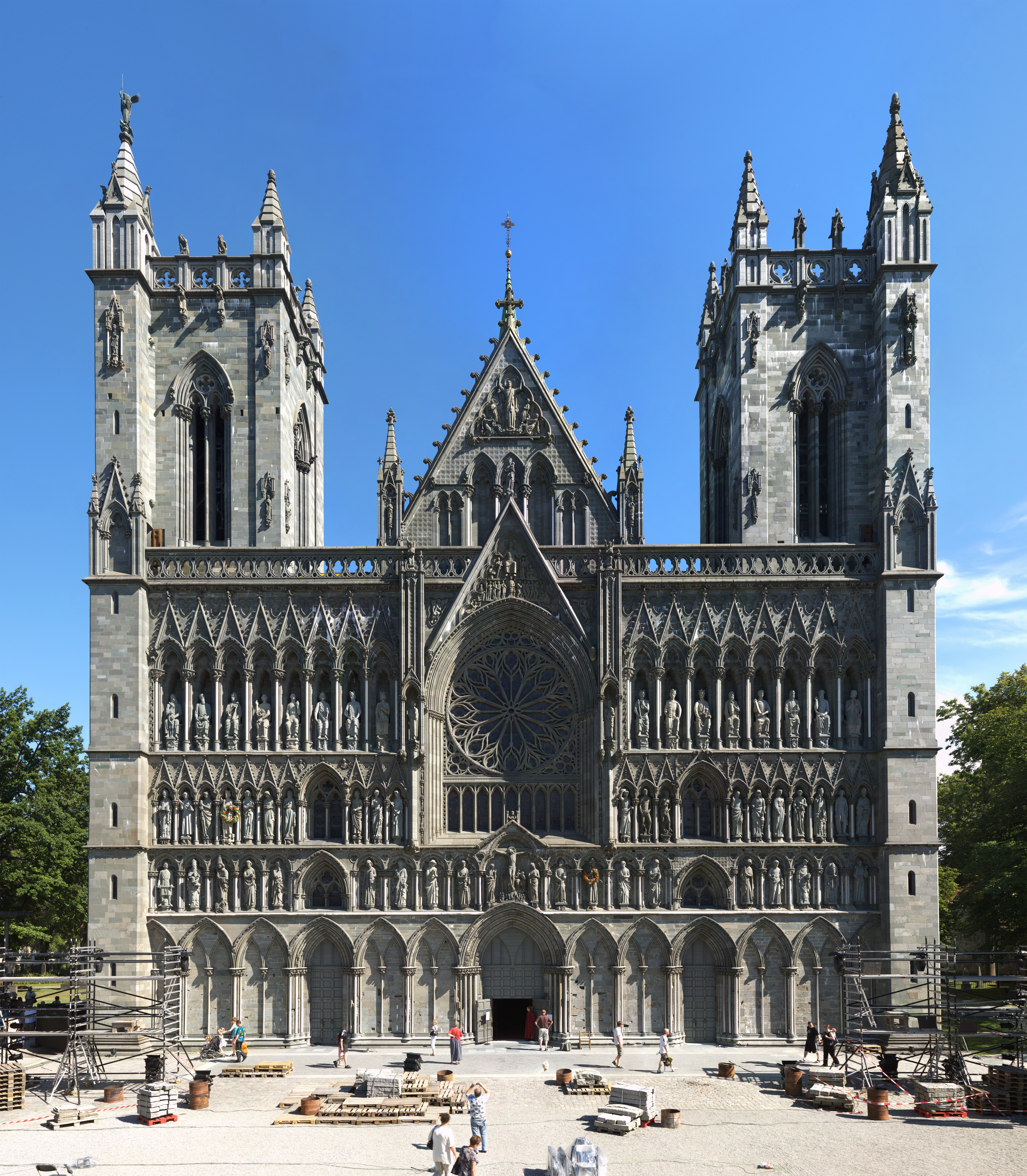
西面

尼达洛斯主教座堂（Nidarosdomen）是挪威城市特隆赫姆的一座石砌的路德宗教堂，挪威大主教的主教座堂，全挪威最重要的教堂，北欧重要的朝圣教堂。大约兴建于1070－1300年，其建筑风格为罗曼式和哥特式。1327年毁于大火，1531年重建。后来西部坍塌关闭。1869年开始重建，到2001年正式完成。
1400年以后，尼达洛斯主教座堂成为挪威国王的加冕教堂，挪威并入丹麦后加冕仪式中断，1814年独立后恢复加冕仪式，并在1814年宪法中加以规定。挪威王冠保存于此，2006年起公开展出。
63°25′37″N 10°23′45″E / 63.42694°N 10.39583°E